# Agasthenes swezeyi
Agasthenes swezeyi là một loài tò vò trong họ Ichneumonidae.